# Klövedals församling
Klövedals församling är en församling i Uddevalla och Stenungsunds kontrakt i Göteborgs stift. Församlingen ligger i Tjörns kommun i Västra Götalands län och ingår i Tjörns pastorat.

## Administrativ historik
Församlingen har medeltida ursprung. 
Församlingen var till 1 maj 1920 annexförsamling i pastoratet Stenkyrka, Klövedal och Valla som från 1794 även omfattade Rönnängs och Klädesholmens församlingar. Från 1 maj 1920 till 2010 annexförsamling i pastoratet Stenkyrka, Klövedal och Valla. Församlingen ingår sedan 2010 i Tjörns pastorat.

## Kyrkobyggnader
- Klövedals kyrka

### Fotnoter
1. ↑  Stift, kontrakt och pastorat i nummerordning med ingående församlingar 2020-01-01, SCB, läs online.[källa från Wikidata]
2. 1 2  Medlemmar i Svenska kyrkan i förhållande till folkmängd den 31.12.2019 per församling, kommun och län samt riket, Svenska kyrkan, läs online.[källa från Wikidata]
3. ↑  ”Förteckning (Sveriges församlingar genom tiderna)”. Skatteverket. 1989. http://www.skatteverket.se/privat/folkbokforing/omfolkbokforing/folkbokforingigaridag/sverigesforsamlingargenomtiderna/forteckning.4.18e1b10334ebe8bc80003999.html. Läst 17 december 2013.
4. ↑  ändringar i pastorat 2010 SCB